# Sporting de Gijón
Real Sporting de Gijón is een Spaanse voetbalclub uit Gijón in de regio Asturië. De club is opgericht op 1 juni 1905. Sinds 2018 speelt Sporting, die naar hun rood-witte clubkleuren de Rojiblancos worden genoemd (evenals Atlético de Madrid en Athletic Club), in de Segunda División. Sporting staat in Spanje bekend om de jeugdopleiding, de cantera.

## Geschiedenis
Sporting de Gijón was lange tijd in een vaste waarde in de Primera División. In 1979 behaalde Sporting de tweede plaats in de competitie en in 1981 en 1982 was het verliezend finalist in de strijd om de Copa del Rey. In het seizoen 1992/1993 was de Nederlander Bert Jacobs trainer bij Sporting de Gijón. In 1998 degradeerde Sporting naar de Segunda División A, nadat de club na een dramatisch seizoen als twintigste was geëindigd. In 2008 keerde Sporting terug op het hoogste Spaanse niveau. In 2012 degradeerde de club opnieuw net als in 2017. Tussendoor (2015-2017) speelde Gijón nog twee seizoenen in de Primera Division.
De ploeg is net gelijk Atlas Guadalajara in handen van de Mexicaanse firma Grupo Orlegi van de zakenman Alejandro Irarragorri, die ook voorzitter van de club is.

## Erelijst
| Nationaal                |    |                                             |
| Segunda División         | 5x | 1943/44, 1950/51, 1956/57, 1969/70, 1976/77 |
| Ramón de Carranza Trofeo | 1x | 1984                                        |

## Eindklasseringen
- 1940 3e
Segunda División
- 1941 3e
Segunda División
- 1942 1e
Segunda División
- 1943 1e
Segunda División
- 1944 1e
Segunda División
- 1945 7e
Primera División
- 1946 9e
Primera División
- 1947 10e
Primera División
- 1948 14e
Primera División
- 1949 6e
Segunda División
- 1950 3e
Segunda División
- 1951 1e
Segunda División
- 1952 13e
Primera División
- 1953 7e
Primera División
- 1954 16e
Primera División
- 1955 4e
Segunda División
- 1956 7e
Segunda División
- 1957 1e
Segunda División
- 1958 12e
Primera División
- 1959 15e
Primera División
- 1960 5e
Segunda División
- 1961 13e
Segunda División
- 1962 13e
Segunda División
- 1963 5e
Segunda División
- 1964 2e
Segunda División
- 1965 3e
Segunda División
- 1966 3e
Segunda División
- 1967 2e
Segunda División
- 1968 5e
Segunda División
- 1969 5e
Segunda División
- 1970 1e
Segunda División
- 1971 12e
Primera División
- 1972 11e
Primera División
- 1973 13e
Primera División
- 1974 13e
Primera División
- 1975 14e
Primera División
- 1976 18e
Primera División
- 1977 1e
Segunda División
- 1978 5e
Primera División
- 1979 2e
Primera División
- 1980 3e
Primera División
- 1981 7e
Primera División
- 1982 14e
Primera División
- 1983 8e
Primera División
- 1984 13e
Primera División
- 1985 4e
Primera División
- 1986 6e
Primera División
- 1987 6e
Primera División
- 1988 9e
Primera División
- 1989 13e
Primera División
- 1990 13e
Primera División
- 1991 5e
Primera División
- 1992 8e
Primera División
- 1993 13e
Primera División
- 1994 14e
Primera División
- 1995 18e
Primera División
- 1996 18e
Primera División
- 1997 15e
Primera División
- 1998 20e
Primera División
- 1999 9e
Segunda División
- 2000 9e
Segunda División
- 2001 7e
Segunda División
- 2002 6e
Segunda División
- 2003 10e
Segunda División
- 2004 5e
Segunda División
- 2005 9e
Segunda División
- 2006 9e
Segunda División
- 2007 13e
Segunda División
- 2008 2e
Segunda División
- 2009 14e
Primera División
- 2010 15e
Primera División
- 2011 10e
Primera División
- 2012 19e
Primera División
- 2013 10e
Segunda División
- 2014 5e
Segunda División
- 2015 2e
Segunda División
- 2016 17e
Primera División
- 2017 18e
Primera División
- 2018 3e
Segunda División
- 2019 9e
Segunda División
- 2020 13e
Segunda División
- 2021 7e
Segunda División
- 2022 17e
Segunda División
- 2023 17e
Segunda División
- 2024 5e
Segunda División
- 2025 11e
Segunda División

- Primera División
- Segunda División

## Gijón in Europa
#R = #ronde, T/U = Thuis/Uit, W = Wedstrijd, PUC = punten UEFA coëfficiënten .
Uitslagen vanuit gezichtspunt Sporting de Gijón
| Seizoen                                                     | Competitie | Ronde | Land                 | Club                | Totaalscore  | 1e W    | 2e W       | PUC |
| ----------------------------------------------------------- | ---------- | ----- | -------------------- | ------------------- | ------------ | ------- | ---------- | --- |
| 1978/79                                                     | UEFA Cup   | 1R    | Vlag van Italië      | Torino Calcio       | 3-1          | 3-0 (T) | 0-1 (U)    | 3.0 |
|                                                             |            | 2R    | Vlag van Joegoslavië | Rode Ster Belgrado  | 1-2          | 0-1 (T) | 1-1 (U)    | 3.0 |
| 1979/80                                                     | UEFA Cup   | 1R    | Vlag van Nederland   | PSV                 | 0-1          | 0-0 (T) | 0-1 (U)    | 1.0 |
| 1980/81                                                     | UEFA Cup   | 1R    | Vlag van Tsjechië    | Bohemians ÈKD Praag | 3-4          | 1-3 (U) | 2-1 (T)    | 2.0 |
| 1985/86                                                     | UEFA Cup   | 1R    | Vlag van Duitsland   | 1. FC Köln          | 1-2          | 0-0 (U) | 1-2 (T)    | 1.0 |
| 1987/88                                                     | UEFA Cup   | 1R    | Vlag van Italië      | AC Milan            | 1-3          | 1-0 (T) | 0-3 (U)    | 2.0 |
| 1991/92                                                     | UEFA Cup   | 1R    | Vlag van Joegoslavië | Partizan Belgrado   | 2-2 (3-2 ns) | 2-0 (T) | 0-2 nv (U) | 3.0 |
|                                                             |            | 2R    | Vlag van Roemenië    | Steaua Boekarest    | 2-3          | 2-2 (T) | 0-1 (U)    | 3.0 |
| Totaal aantal behaalde punten voor UEFA coëfficiënten: 12.0 |            |       |                      |                     |              |         |            |     |

Zie ook
- Deelnemers UEFA-toernooien Spanje
- Ranglijst van alle clubs die in de diverse Europa Cups zijn uitgekomen

## Bekende spelers

### Nederlanders
- Jurgen Colin
- Jeffrey Hoogervorst

### Spanjaarden
- Juan Carlos Ablanedo
- Miguel Ángel Angulo
- Roberto Canella
- Luis Enrique
- Pichu
- Ántoño Pellería
- Checo Acorán
- Javier Manjarin
- Abelardo Fernández
- Iván Iglesias
- Borja López
- Andrés Saavedra
- Valentín
- Carles Mingo
- Quini
- Julio Salinas
- David Villa
- Sunday

### Overig
- Mate Bilić
- Luis Cristaldo
- Enzo Ferrero
- Rónald Gómez
- Joeri Nikiforov
- Hugo Perez
- Mario Stanić
- Franco Villaverde
- Rashidi Yekini